# Joseph Bernhard Schönfelder
Joseph Bernhard Schönfelder (*  7. Mai 1787 in Ostritz; † 17. April 1835 in Seitendorf) war ein sächsischer Priester, Heimatforscher und Autor.

## Leben
Schönfelder wurde 1787 als Sohn vermögender Ostritzer Bürger geboren. Nach dem Besuch des Gymnasiums in Breslau studierte er dort Theologie und wurde 1810 zum Priester geweiht. Nach seiner Kaplanszeit in Ostritz wurde er 1820 Pfarrer in Königshain, 1823 im Nachbarort Seitendorf (heute Zatonie, Bogatynia) bei Hirschfelde. Als Heimatforscher befasste er sich intensiv mit den Archivalien seiner Gemeinde und des Klosters St. Marienthal, zu dessen Herrschaft seine Gemeinde gehörte. 1828 wählte ihn die Oberlausitzische Gesellschaft der Wissenschaften in Görlitz zu ihrem Mitglied, 1830 ernannte ihn das Domstift Bautzen zum Ehrendomherrn.
Nachdem er im „Neuen Lausitzischen Magazin“ einige kleinere Beiträge veröffentlicht hatte, fasste er 1834 seine Studien zu dem 239 Seiten umfassenden und wegen seiner vielen gründlich recherchierten Fakten noch heute maßgeblichen Hauptwerk „Urkundliche Geschichte des Königlichen Jungfrauenstifts und Klosters St. Marienthal“ zusammen, mit dem er den großen Urkundenschatz des Klosters erstmals einer breiteren Öffentlichkeit bekannt machte. Eine Fortsetzung dieser Chronik, die 1920 im Druck erschien, verfasste 1919 einer seiner Amtsnachfolger, Pfarrer Georg Zieschank (Geschichte des Königlichen Jungfrauenstiftes und Klosters St. Marienthal. Bautzen 1920).
Schönfelder starb am 17. April 1835, ein Jahr nach Vollendung seines Werkes, (nicht am 17. August, wie im „Heimatbuch der Stadt Ostritz“ irrtümlich angegeben),  an Brustschwindsucht, einer Form der Tuberkulose, und wurde am 21. April auf dem Seitendorfer Friedhof bestattet. Seine Abschriften der Urkunden des Klosters befinden sich seit 1948 in der Universitätsbibliothek Breslau (Signatur AKC 1948.494). Weitere Manuskripte zur Geschichte der Klosterdörfer scheinen sich nicht erhalten zu haben, schon Zieschank bedauerte deren Verlust.

## Werke
- Urkundliche Geschichte des Königlichen Jungfrauenstifts und Klosters St. Marienthal, Cistercienser-Ordens, in der Königlichen Sächsischen Oberlausitz. Zittau: Schöps, 1834
- Predigt zur Jubelfeier der ... Stiftung des Cistercienser-Jungfrauenkloster St. Marienthal am 14. Oktober 1834, Zittau, [circa 1834]